# Eucyclopera boliviana
Eucyclopera boliviana är en fjärilsart som beskrevs av Forster 1942. Eucyclopera boliviana ingår i släktet Eucyclopera och familjen björnspinnare. Inga underarter finns listade i Catalogue of Life.